# تشيكا (إسبانيا)

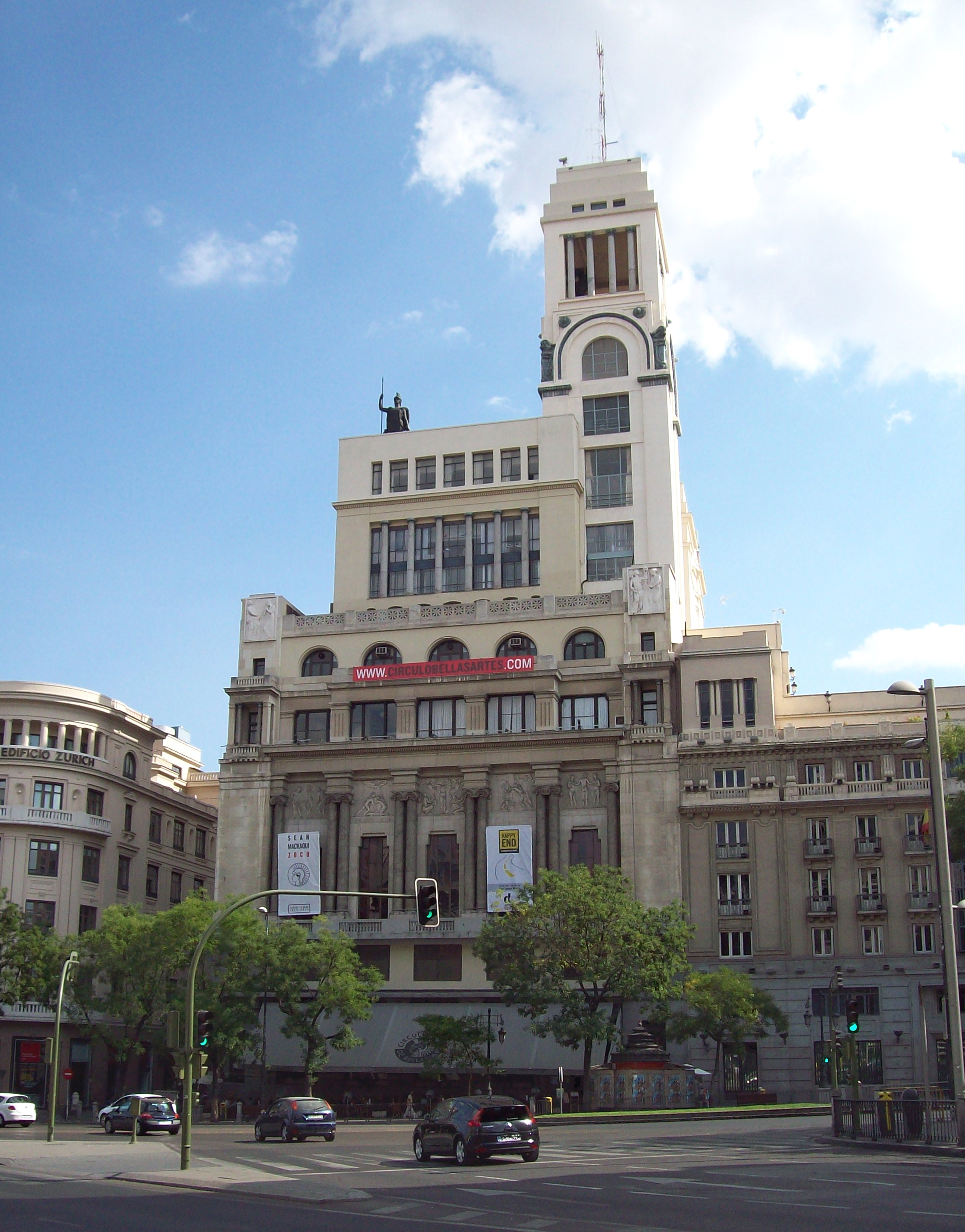
مبنى دائرة الفنون الجميلة الذي يحوي قبو ماسمي محكمة تشيكا للفنون الجميلة، واعتمد على هيئة رسمية عرفت باسم لجنة التحقيقات العامة الإقليمية.

تشيكا (بالإسبانية: Checa)‏ هي منشأة أو هيئة استخدمت خلال الحرب الأهلية الإسبانية في المنطقة الجمهورية خارج نطاق القانون لاحتجاز واستجواب وتعذيب ومحاكمة وإعدام المشتبه بهم الذين يتعاطفون مع جبهة فرانكو. وقد استخدمت تشيكا بشكل أساسي من قبل بعض الأشخاص أو المجموعات المرتبطة بالأحزاب والنقابات التي تعمل في المنطقة الجمهورية.
بشكل عام سميت تلك المرافق باسم الشارع الذي توجد فيه أو الشخص الذي كان يديرها. عدا عن تلك التي كانت تعتمد على هيئات الدولة (مثل التي عُرفت باسم محكمة تشيكا للفنون الجميلة، والتي اعتمدت على لجنة التحقيقات العامة الإقليمية) هناك أحزاب سياسية مختلفة ومسارح ولجان ونقابات ومنظمات مرتبطة بالجبهة الشعبية أو بالاتحاد الوطني للعمل (CNT) لديها تشيكا.

## المفهوم والأسباب
كان الانقلاب على حكومة الجمهورية الثانية ناجحًا جزئيًا فقط، لذلك تم تقسيم إسبانيا إلى منطقتين. وعندما فشل التمرد، ضعفت المؤسسات بشدة وقررت الحكومة الرضوخ لمطالب المنظمات العمالية لتسليم الأسلحة لمقاتليها. وبهذه الطريقة انفلت العنان للحركة الثورية التي ادعى المتمردون أنهم يحاربوها. وبسبب العاملين: العملية الثورية التي حاولت المنظمات اليسارية من خلالها تعويض أوجه القصور لضعف جهاز الدولة والانقلاب الذي قاده جيش المتمردين الذي هدد بالانتشار، أطلق العنان في المنطقة الجمهورية لحركة قمعية كثيفة افتقرت إلى التوجيه والتوحيد في الأشهر الأولى من الحرب. ضمن هذه الحركة القمعية وصف بعض المؤرخين بعض الجماعات غير النظامية التي تصرفت في الأشهر الأولى من الصراع بأنها فرق الموت، على الرغم من أن المصطلح لم يكن ساريا في وقت الأحداث.

### بيئة القمع
جرى القمع في قطاع المنطقة الجمهورية بسبب انعدام تأثير سلطة واضحة بعد التمرد، مما دفع بعض المؤرخين إلى الحديث عن «إفلاس سلطة القانون» التي تعمدت اضعاف الجيش والشرطة والقضاء بالسجن أو القتل بسبب انضمام العديد من أعضائها إلى التمرد، فتعرض البقية لمناخ الشك الذين اعتبرهم الأناركيون والشيوعيون والاشتراكيون أدوات للطبقة الحاكمة التي أرادوا هزيمتها. وأدى قرار الحكومة بتسليم السلاح إلى المنظمات العمالية لسحق القوات المتمردة إلى زيادة ضعف المؤسسات الدستورية، التي تم التغلب عليها واستبدالها بأجهزة غير رسمية أنشأتها أحزاب ونقابات عمالية ذات أيديولوجية ثورية متعصبة. فقد تعرض منتسبي تلك المنظمات إلى الاضطهاد من العدالة لعقود، وكانت الضمانات القانونية مجرد شكليات غير مجدية تجعل من الصعب إدارة «عدالة ثورية».
بعد اندلاع النزاع تم إطلاق سراح العديد من السجناء العاديين حيث وجد الكثير منهم ممن أدين بجرائم خطيرة مكانًا في هيئات قمعية مختلفة، كون الأناركيون متقبلون بشكل خاص بتعاون هؤلاء الأفراد، الذين رأوا فيهم أنهم من ذات المستوى، على الرغم من أن المؤرخ غابرييل رانزاتو قلل من أهمية هذا العنف غير المنظم مقارنة بالعنف الذي نفذته التشكيلات واللجان والنقابات السياسية. أصبحت بعض مكاتب التشيكا ملاذا للمجرمين الذين عملوا من أجل الفائدة المادية.
وأثارت الرسائل الإذاعية للجنرال كييبو دي لانو الخوف بين الجمهوريين. وكان إعلان الجنرال مولا بوجود طابور خامس في مدريد يتعاون مع طوابيره الأربعة التي تحيط بالعاصمة حيث سعى إلى زرع الخوف بين خصومه، وهو هدف حققه، فاشتد القمع ليس فقط ضد المتعاونين الحقيقيين أو المشتبه بهم بالتعاون مع المتمردين، بل أيضًا ضد المتعاطفين المشتبه بهم. فمذبحة باداخوز التي ارتكبها الجنرال خوان ياغوي والقمع الذي شنته قوات مولا في نافارا [الإنجليزية] قد ولدت رغبة شديدة بالانتقام وشجعت بالتطرف العنيف.
لم يكن القصف الجوي [الإسبانية] الذي نفذه طيران المتمردين على مدريد معروفا في الحروب حتى تلك اللحظة، مما أثر بشدة على السكان المدنيين. فألهب حماس المليشيات التي سعت للانتقام من العدو في أقرب المتعاطفين معهم وأضعفهم. ويرجع ذلك بشكل خاص إلى حقيقة أن طيران فرانكو بدا أنه يحترم منطقة سالامانكا، وهي منطقة سكنية من الطبقة العليا جاء إليها العديد من الناس لالتماس الأمان.
ثم بدا أن من الفائدة الاقتصادية في مصادرة ممتلكات المعتقلين أيضًا. كانت السلطات بحاجة إلى المال من أجل الحرب، وبدا لهم أن الطريقة المنطقية للحصول عليها هي الاستيلاء على ممتلكات أولئك الذين قبض عليهم للاشتباه في تعاونهم مع الجانب الآخر. ونتيجة لذلك استولت التشيكا على نقود ومجوهرات وممتلكات أخرى للمعتقلين وسلموها جزئياً إلى المديرية العامة للأمن. لأن القرار الرسمي كان يقضي بأن يتم دفع أموال لأعضاء محاكم التشيكا بما تم الاستيلاء عليه، مما زاد من خطر تأثير الربح على أدائه. هناك شكوك في أن بعض التشيكا كانوا يميلون إلى القمع المباشر ضد أشخاص في وضع اقتصادي معين بقصد الاستيلاء على أملاكهم بغض النظر عما إذا كان هناك دليل على تعاونهم مع العدو أو لا.

### تحديد مفهوم تشيكا

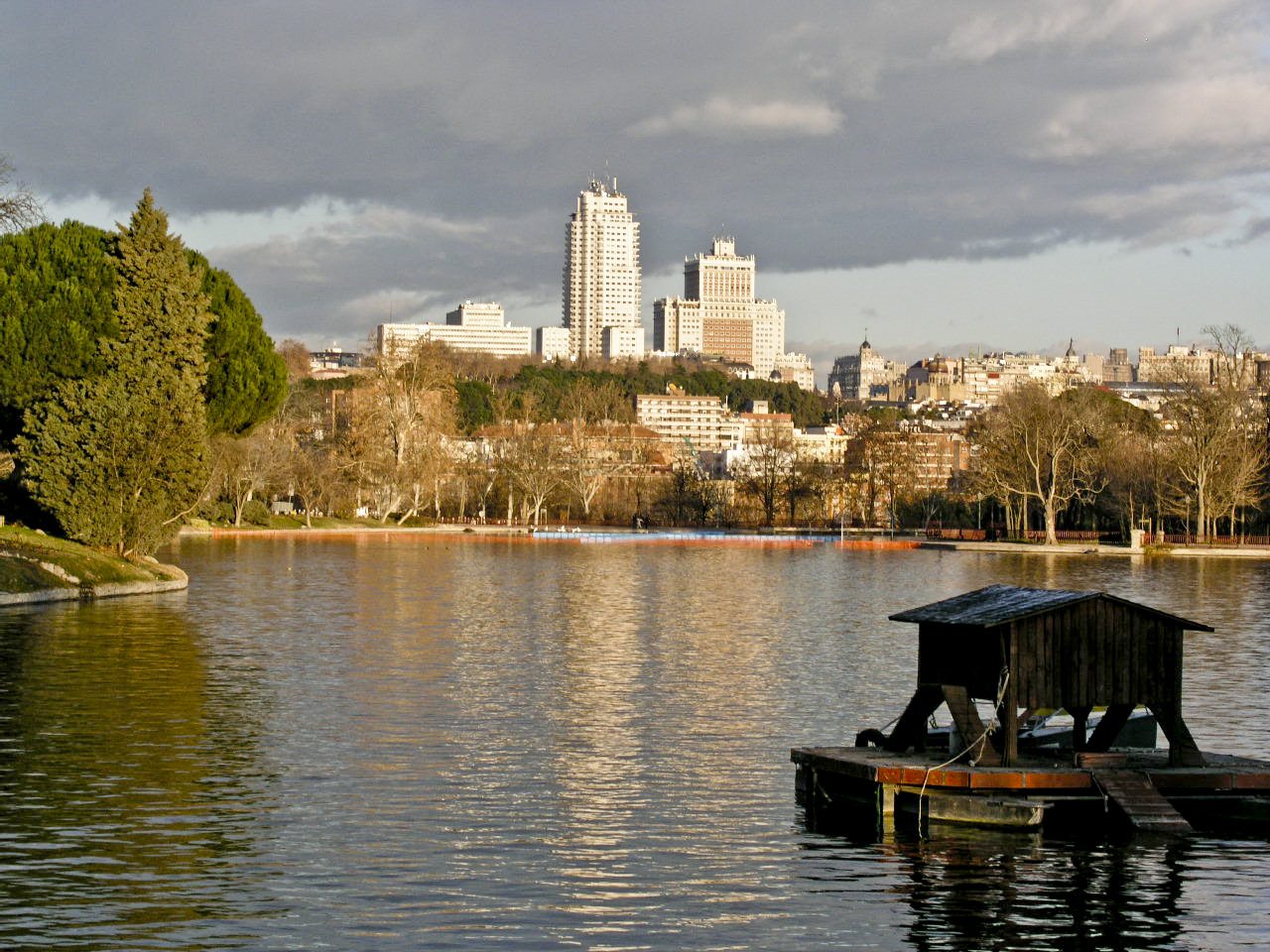
منتزه كاسا دي كامبو المتاخم لمدريد، هو أحد الأماكن المعزولة التي تم فيها اعدام المحتجزين بإسلوب التنزه.

على الرغم من أن كلمة «تشيكا» تُستخدم حاليا باستخفاف من قبل القطاعات الأكثر انتقادًا لهذه الظاهرة، إلا أن المصطلح كان في ذلك الوقت يستخدمه مؤيدوه على كلا الطرفين. وجاء الاسم من اختصار كلمة تشيكا الروسية وتعني:هيئة الطوارئ الروسية لمكافحة الثورة المضادة والتخريب (بالروسية: Всеросси́йская чрезвычайная коми́ссия по борьбе́ с контрреволюцией и саботажем) التي أنشأها البلاشفة في روسيا سنة 1917 لقمع أي عمل يعتبر معادًا للثورة بقسوة.
ووصف المؤرخ بيتر وايدن التشيكا على النحو التالي:
 بناءً على هذا المفهوم تم استبعاد بعض المنظمات التي شاركت في قمع المتمردين ومناقشة إدراج المنظمات الأخرى من عدمه.

#### إدارة قضاء التشيكا
بالرغم من أن الإدارة التقليدية للقضاء قد تضاءلت إلى حد كبير بسبب الفوضى التي أحدثها التمرد، إلا أنها لم تختف تمامًا. تمت محاكمة بعض القضايا، مثل قضية الجنرالات فانخول وغوديد وفرنانديز بورييل من قبل محاكم تشكلت بضمانات معينة. وفي بعض الأحيان يكون القضاة هم أنفسهم من يحقق في بعض تجاوزات التشيك. بمرور الوقت أنشأت السلطات محاكم مختلطة، على الرغم من وجود قضاة محترفين إلا أن هيئات المحلفين المتعاطفة مع المنظمات اليسارية قد تسيدت الأمر. ولم يتم الخلط بين الهيئات القضائية وهيئات تشيكا، ولا حتى من قبل وزارة العدل في نظام فرانكو بعد انتصار الحرب. تخصص القضية العامة فصلها الحادي عشر لما تسميه «العدالة الحمراء»، وتفصلها عن الفصل الرابع المخصص للتشيكا.

#### مجموعات أخرى غير منتظمة
لايزال هناك جدل في اعتبار أن التشيكا كانت للمراقبة الخلفية للمليشيات التي يوجد منها 35 منها في مدريد، أو أنها إدارة خاصة لمعلومات الخارجية (DEDIDE) في شارع أودونيل.
من ناحية أخرى كانت هناك مجموعات قمعية لا يعرف إن كانت رسمية أو غير رسمية أنشأتها المنظمات السياسية، إلا أنها كانت مستقلة عن بعضها، وكانت تدير أعمالا مشابهًا جدًا لعمل تشيكا ولكن بطريقة عشوائية، أي دون أن يكون لها مركز احتجاز واستجواب مستقر. ونفذت هذه المنظمات اعتقالات ومصادرة، وكانت تسلم المعتقلين الذين لم تقتلهم إلى تشيكا. على أي حال لم يختلف أداء تلك المجموعات كثيرًا عن أداء التشيكا. 

#### خدمة المعلومات العسكرية
هناك حالة منفصلة هي خدمة المعلومات العسكرية (SIM)، وهي وكالة أنشأها وزير الدفاع إنداليسيو برييتو في أغسطس 1937 لتوحيد أجهزة المخابرات المختلفة وقيادتها في مدريد. فطبيعتها الرسمية والمركزية التي عملت بها أبعدتها عن مفهوم تشيكا كما هو معلوم في إسبانيا في ذلك الوقت. علاوة على ذلك فقد اعترف أشد منتقديها بأنها كانت أكثر فاعلية من ميليشيات تشيكا في قمع الطابور الخامس. ولكنها سرعان ما سقطت في فلك الحزب الشيوعي ذو النفوذ المتزايد، ونفذت العديد من الإجراءات القمعية غير النظامية، حتى أنشأت سجونًا سرية دون علم الرئيس نيغرين. ولذلك فإن المؤرخين والمعاصرين يرجحون أن بعض منشآتها كانت تحت تأهيل تشيكا. فتوسع نشاطها القمعي تدريجياً لمواجهة PCE وPSUC فشملت قطاعات أخرى في الجانب الجمهوري مثل CNT وPOUM بالإضافة إلى العملاء القوميين أنفسهم. ففي مطلع 1938 كان هناك العديد من سجناء SIM في برشلونة، قبل أن تتخذ السلطات الجمهورية إجراءً بشأن هذه المسألة.

#### حالات أخرى
جاءت الشرطة السياسية السوفيتية NKVD للعمل في إسبانيا باستقلالية واسعة وأصبحت لديها سجونها الخاصة. كانت الضحية الأكثر أهمية لهذا القمع الانتقائي الذي نُفِّذ في 1937 (وربما الأكثر شهرة بين ضحايا التشيكا الذين اعتادوا أن يكونوا مواطنين مجهولين) هو زعيم POUM أندريس نين، الذي اختفى بعد أن اعتقلته الشرطة تحت ظروف معينة بدون توضيح. على الرغم من الحملة الدعائية التي نفذتها PCE والتي ادعت أنه انضم إلى المتمردين، بينما أشارت التحقيقات اللاحقة إلى أنه قد نقل إلى سجن NKVD سري، وتعرض للتعذيب والقتل فيما بعد. وهناك حالات أخرى مماثلة الخاصة بالتأريخ المرتبطة بـ NVKD كانت تلك الخاصة بالشيوعيين المناهضين للستالينية كورت لاندو ومارك رين وإروين وولف.

### منهج تشيكا
اعتاد رجال الميليشيات أو عملاء تشيكا التصرف بناء على بلاغات مجهولة، وأكثرهم من الخدم أو المديونين أو أعداء المتهم. وعادة مايكون الاعتقال عند الغسق، مع تعريف أنفسهم شفهيًا فقط. ويكون مصحوبًا بتفتيش منزل فتصادر الأشياء الثمينة للمشتبه به. وفي بعض الأحيان يقتل المعتقل غيلة دون مزيد من اللغط، ولكن المعتاد هو نقله إلى تشيكا للإدلاء بإفاداته وفي بيئة معادية وبدون ضمانات إجرائية من أي نوع وفي فترة قصيرة، ويستجوب الشخص في أمور قد تؤدي إلى قتله دون أن يعرف ذلك. واستخدم بعض عملاء التشيكا أساليب مختلفة من التعذيب للحصول على نتائج أفضل في هذا العمل. أدى انعدام ضمان العدالة إلى انتشار المجرمين ليكونوا عملاء تشيكا، فأصبحوا أثرياء بقتل الأبرياء بعد أن استخدموا نفس الإجراءات.
نظريا كان هدف القمع هو عملاء الطابور الخامس الذين يعملون سراً لصالح المتمردين. ولكن واقعيا فإن هؤلاء العملاء والجواسيس موجودين ويعملون في المنطقة الجمهورية، وقد اعتقلت تشيكا بعضًا منهم؛ إلا أن نشاطهم التجسسي والتخريبي كان متواضعا إلى حد ما. ففي برشلونة كان بعض ضحايا القمع هم المسلحون الذين مارسوا لسنوات إرهابًا حقيقيًا ضد CNT‏. بالإضافة إلى هذه الأهداف المنطقية، فعدم السيطرة على تصرفات المليشيات وانعدام أي ضمانات للمعتقلين جعل العديد من الناس ضحايا لأسباب مختلفة: الانتماء إلى طبقة اجتماعية معينة، أو لديهم أفكار سياسية محافظة وحتى ليبرالية أو اعتناق العقيدة الكاثوليكية، أو أبدى رأيا في مشاجرة شخصية، أو الذهاب إلى تشيكا للاحتجاج على اعتقال أحد أفراد أسرته أو صديقه أو التصرف في الأصول المصادرة.
وفي أكثر أقسام تشيكا نظامية، وهي لجنة التحقيقات العامة الإقليمية كانت هناك محاكم مكونة من أعضاء من المنظمات السياسية اليسارية المسؤولة عن تقرير مصير المحتجزين. إلا أن أعضاؤها يفتقرون إلى أي تدريب قانوني، وفي كثير من الأحيان وبسبب خلفيتهم الاجتماعية كان التدريب بسيطا. لم يكن للمعتقل الحق في الدفاع ولم يكن يعرف ماهي التهم، فقد كان يخمنها بناءً على الأسئلة المطروحة. ويتحدد مصير الموقوف على ثلاثة مسارات: الحرية أو الموت أو السجن. كان حكم الإعدام نهائياً وغير قابل للاستئناف وقابل للتنفيذ على الفور، دون أن يكون القرار مدعماً بالوثائق. فيقتاد رجال الميليشيات الضحية إلى مكان منعزل فيما يسمى بالتنزه حيث يُعدم بمجرد وصوله. وفي مدريد على عكس نشاط عملاء تشيكا، فإن المديرية العامة للأمن تجمع صوراً لجميع الجثث التي ظهرت عليها علامات العنف حتى يتمكن الأقارب من التعرف عليهم ومعرفة مصيرهم المحزن.

## مواقع تشيكا
لم يعرف بالدقة العدد الإجمالي للتشيكا في إسبانيا، حيث تنوعت حسب الظروف ولا تعمل جميعها في وقت واحد. وقدر سيزار فيدال أن هناك 331 تشيكا. وموجودين بشكل رئيسي في مدريد و 22 في فالنسيا وبرشلونة، والكثير منهم تموضع في شقق أو كنائس تم الاستيلاء عليها.